# Kormos billegető
A kormos billegető (Motacilla madaraspatensis vagy Motacilla maderaspatensis) a madarak osztályának verébalakúak (Passeriformes) rendjébe és a billegetőfélék (Motacillidae) családjába tartozó faj.

## Előfordulása
Ázsiában, Banglades, Bhután, India, Mianmar, Nepál és Pakisztán területén honos.

## Megjelenése
Testhossza 21 centiméter. Feje, háta és a szárnya fekete, fehér szemöldöksávját kivéve.
|  |